# Wales (Alaska)
Wales és una població dels Estats Units a l'estat d'Alaska. Segons el cens del 2007 tenia 153 habitants.

## Demografia
Segons el cens del 2000, Wales tenia 152 habitants, 50 habitatges, i 28 famílies La densitat de població era de 20,8 habitants/km².
Dels 50 habitatges en un 38% hi vivien nens de menys de 18 anys, en un 38% hi vivien parelles casades, en un 8% dones solteres, i en un 44% no eren unitats familiars. En el 40% dels habitatges hi vivien persones soles el 6% de les quals corresponia a persones de 65 anys o més que vivien soles. El nombre mitjà de persones vivint en cada habitatge era de 3,04 i el nombre mitjà de persones que vivien en cada família era de 4,43.
Per edats la població es repartia de la següent manera: un 38,2% tenia menys de 18 anys, un 11,8% entre 18 i 24, un 25,7% entre 25 i 44, un 21,1% de 45 a 60 i un 3,3% 65 anys o més.
L'edat mediana era de 26 anys. Per cada 100 dones de 18 o més anys hi havia 141 homes.
La renda mediana per habitatge era de 33.333 $ i la renda mediana per família de 39.583 $. Els homes tenien una renda mediana de 29.375 $ mentre que les dones 22.188 $. La renda per capita de la població era de 14.877 $. Aproximadament el 17,2% de les famílies i el 18,3% de la població estaven per davall del llindar de pobresa.

## Poblacions més properes
El següent diagrama mostra les poblacions més properes.